# Campeonato Europeu de Halterofilismo de 1949
O 29º Campeonato Europeu de Halterofilismo foi realizado em conjunto com o Campeonato Mundial de Halterofilismo de 1949 na cidade de Haia, nos Países Baixos entre 4 a 6 de setembro de 1949. Foram disputadas seis categorias.

## Medalhistas
| Evento                | Ouro                          | Ouro     | Prata                       | Prata    | Bronze                      | Bronze   |
| --------------------- | ----------------------------- | -------- | --------------------------- | -------- | --------------------------- | -------- |
| Galo (56 kg)          | Marcel Thévenet · França      | 267,5 kg | —                           | —        | —                           | —        |
| Pena (60 kg)          | Johan Runge · Dinamarca       | 312,5 kg | Max Heral · França          | 302,5 kg | Einar Sundström · Finlândia | 270,0 kg |
| Leve (67,5 kg)        | Arvid Andersson · Suécia      | 322,5 kg | Unto Lehtonen · Finlândia   | 300,0 kg | Théodore Huyghe · Bélgica   | 297,5 kg |
| Médio (75 kg)         | Ernest Peppiatt · Reino Unido | 335,0 kg | Frank Teräskari · Finlândia | 332,5 kg | Lauri Kinnunen · Suécia     | 330,0 kg |
| Meio-pesado (82,5 kg) | Jean Debuf · França           | 382,5 kg | Ernest Roe · Reino Unido    | 350,0 kg | Juhani Vellamo · Finlândia  | 342,5 kg |
| Pesado (+ 82,5 kg)    | Niels Petersen · Dinamarca    | 390,0 kg | Robert Allart · Bélgica     | 387,5 kg | Raymond Herbaux · França    | 365,0 kg |

## Quadro de medalhas
| Ordem | País        | Medalha de ouro | Medalha de prata | Medalha de bronze | Total |
| ----- | ----------- | --------------- | ---------------- | ----------------- | ----- |
| 1     | França      | 2               | 1                | 1                 | 4     |
| 2     | Dinamarca   | 2               | 0                | 0                 | 2     |
| 3     | Reino Unido | 1               | 1                | 0                 | 2     |
| 4     | Suécia      | 1               | 0                | 1                 | 2     |
| 5     | Finlândia   | 0               | 2                | 2                 | 4     |
| 6     | Bélgica     | 0               | 1                | 1                 | 2     |
| Total | Total       | 6               | 5                | 5                 | 16    |